# Maurer
Maurer je priimek v Sloveniji in tujini. Po podatkih Statističnega urada Republike Slovenije je na dan 1. januarja 2020 v Sloveniji uporabljalo ta priimek 49 oseb.

## Znani slovenski nosilci priimka
- Eva Škofič Maurer (*1968), klovnesa in pisateljica
- Neža Maurer (1930–2025), pesnica, književnica, prevajalka in urednica
- Herta Maurer-Lausegger (*1953), koroško-slovenska jezikoslovka, etnologinja, kulturologinja in filmska producentka
- Miklavž Maurer Škofič (1962–2015), letalec, pilot helikopterja
- Roman Maurer, matematik, računalničar, wikipedist

## Znani tuji nosilci priimka
- Alfred Maurer (1886—1956), francoski general
- Alfred Maurer (1888—1954), estonski politik
- Alfred Henry Maurer (1868—1932), ameriški slikar
- Dóra Maurer (* 1937), madžarska likovna umetnica
- Georg Ludwig Maurer (1790—1872), nemški pravni zgodovinar in politik
- Ion Gheorghe Maurer (1902—2000), romunski politik in državnik
- José Clemente Maurer (1900—1990), bolivijski kardinal nemškega rodu (od 1967, prvi)
- Konrad Maurer (1823—1902), nemški pravni zgodovinar
- Friedrich Maurer (1912—1958), avstrijski rokometaš
- Matthias Maurer (* 1970), nemški astronavt
- Ulrich »Ueli« Maurer (* 1950), švicarski politik